# Enantia mazai diazi
Enantia mazai subsp. diazi es una subespecie de mariposa mímica (subfamilia Dismorphiinae) de la familia Pieridae.

## Clasificación y descripción
Es una mariposa de la familia Pieridae, y subfamilia Dismorphiinae. Difiere de la otra subespecie nominal en cuanto a diferencias de colores naranja y amarillo en las alas posteriores y las anteriores respectivamente en ejemplares de verano. No se fusiona la barra infracelular con la parte inferior del termen. En otras poblaciones esta barra apenas se insinúa y el color naranja no aparece en las alas posteriores. Otras características son margen de las alas posteriores levemente más grueso, puede tener algunos puntos cerca de las venas M3 y Cu1. El amarillo limón se transforma casi de un amarillo canario, menos verdoso que en la subespecie nominal o típica. La hembra es de color amarillo muy tenue. El dentículo que se emite del margen en las alas anteriores es más largo y penetra más interiormente al ala que la subespecie típica o nominal.

## Distribución
Endémica de México, Oeste de México, en la cuenca del Balsas; en los estados de Sonora, Nayarit, Jalisco, Colima, Michoacán, Guerrero, Morelos, Oaxaca y Aguascalientes.

## Hábitat
Lugares húmedos, de las montañas o de vegetación riparia de selva caducifolia, tales como Tepoztlán, Cuernavaca, Las Estacas, Morelos, y otras localidades de Guerrero. Michoacán y Estado de México.

## Estado de conservación
Se conoce poco de su biología: Como es una subespecie muy similar a la subespecie nominal o típica es probable que los estadios sean muy similares. Los huevecillos de esta subespecie pueden ser largos y aparentemente delgados y de color verde pálido y aguzados en sus extremos. Las orugas se alimentan de especies de Inga, (familia Fabaceae). NOM-059-SEMARNAT-2010: No listada. CITES: No listada. IUCN: No listada.